# جودي لونغ
جودي لونغ (بالإنجليزية: Jodi Long)‏ هي ممثلة أمريكية من أصل آسيوي ولدت في يوم 7 يناير 1954 في مدينة نيويورك في الولايات المتحدة، مثلت في أفلام Patty Hearst و روبوكوب 3 و. The Hot Chick 

## روابط خارجية
- جودي لونغ على موقع IMDb (الإنجليزية)
- جودي لونغ على موقع ميوزك برينز (الإنجليزية)
- جودي لونغ على موقع قاعدة بيانات برودواي على الإنترنت (الإنجليزية)
- جودي لونغ على موقع قاعدة بيانات برودواي على الإنترنت (الإنجليزية)
- جودي لونغ على موقع قاعدة بيانات الفيلم (الإنجليزية)